# Brug van de Waterhoek

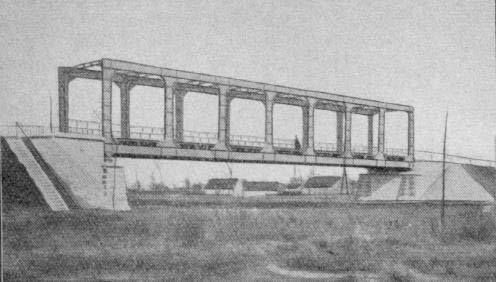
De brug van de Waterhoek uit 1904

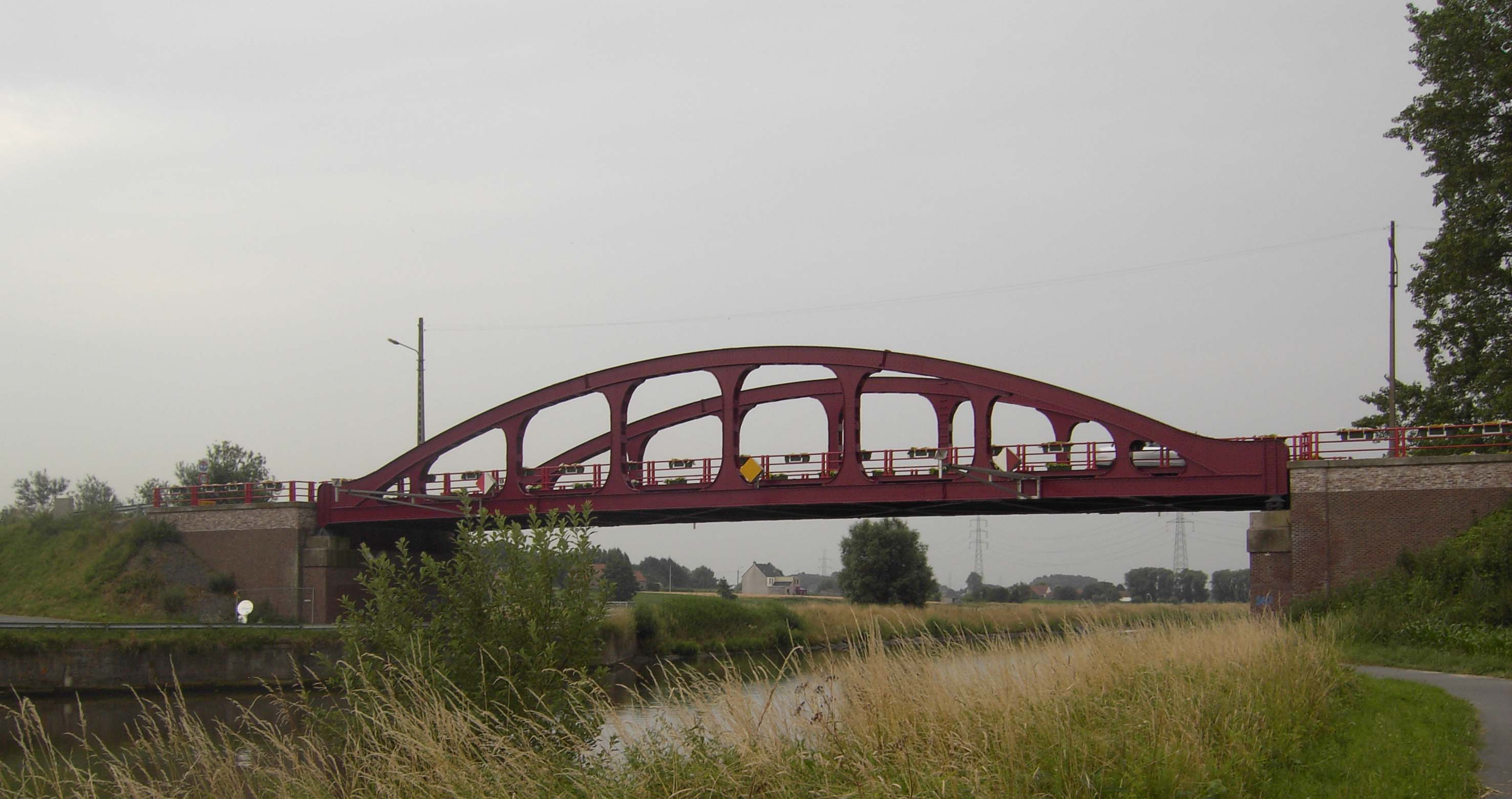
De derde brug gebouwd in 1950-1952. Toestand 2008

De Brug van de Waterhoek is een vierendeelbrug over de Schelde in de Belgische gemeente Avelgem. De brug moest Rugge (Avelgem) met Ruien (Kluisbergen), ofwel West-Vlaanderen met Oost-Vlaanderen verbinden. Van oudsher was hier een veerverbinding. In 1904 nam de brug deze functie over. De brug was een ontwerp van ingenieur Arthur Vierendeel.
Tijdens de Eerste Wereldoorlog werd de brug door de Duitsers opgeblazen. In 1921 werd hij herbouwd. De brug diende als inspiratie voor het verhaal dat Stijn Streuvels in het jaar 1927 schreef onder de titel 'De teleurgang van de Waterhoek'.
Tijdens de Tweede Wereldoorlog werd ook die tweede vierendeelbrug verwoest. In het jaar 1947 werd er beslist een nieuwe vierendeelbrug te bouwen, maar dit keer een van het boogtype. De bouw ging in het jaar 1950 van start en duurde tot het jaar 1952.
In 1971 werd het boek van Stijn Streuvels verfilmd. De film genaamd Mira werd opgenomen in de omgeving van het veer tussen Berlare en Appels. De scènes op de brug werden niet in Rugge, maar op een oude brug over de Durme te Hamme gefilmd. Sindsdien wordt die laatste brug de Mirabrug genoemd. Deze Mirabrug is echter geen vierendeelbrug, maar een vakwerkbrug.